# Abszcisszió
Az abszcisszió a biológia számos területén alkalmazott kifejezés. A növényi tudományokban leggyakrabban arra a folyamatra utal, amelynek során a növény elhullajtja egy vagy több részét, mint például a levelét, termését, virágát vagy a magját. A zoológiában használják, mint egy testrész szándékos elvesztését, pl. karom vagy bőr a vedlés folyamán. A mikológiában a gombaspórák kiszabadulását értik rajta. A sejtbiológiában a citokinezis befejeződésekor a két anyasejt különválására utal az abszcisszió kifejezés. 

## Abszcisszió a növényeknél

### Szerepe

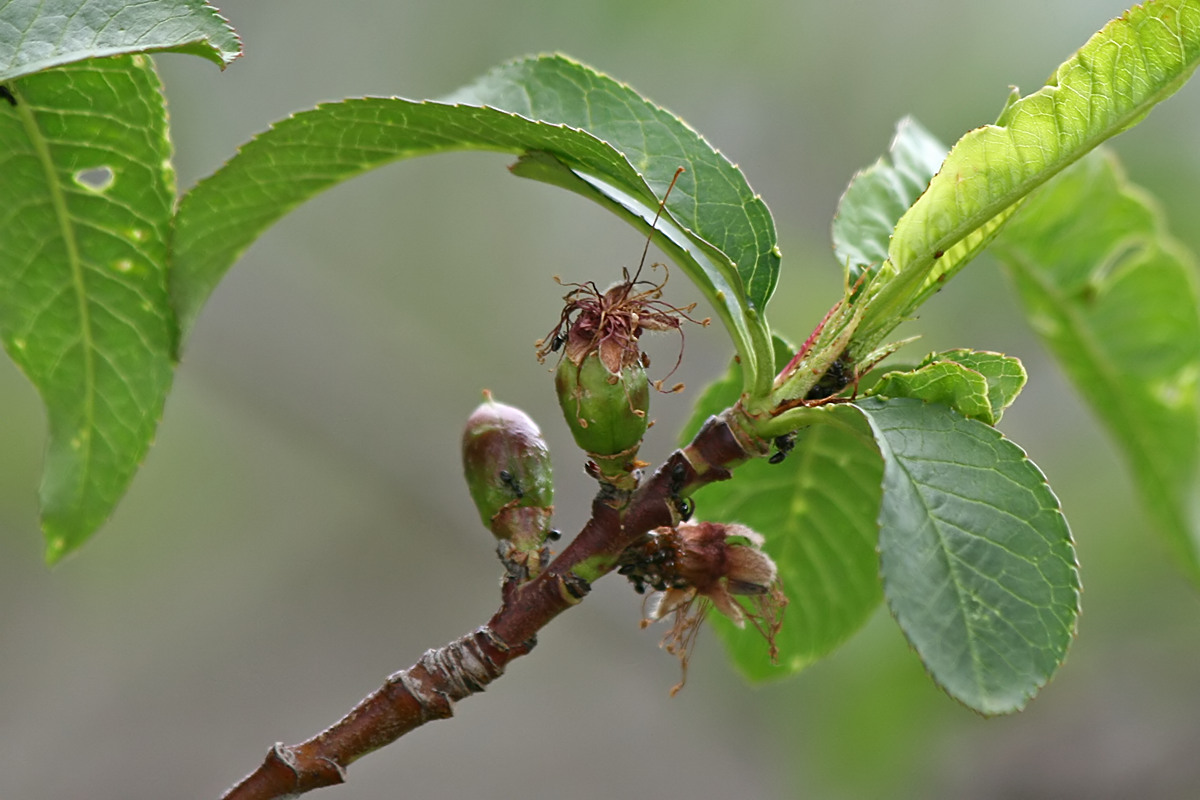
A hypanthium leválása a nektarin gyümölcs fejlődése során

A növény elhullatja a levelét ősszel, a virágát a megtermékenyítést követően, illetve a magját szaporodás céljából. A legtöbb lombhullató növény elhullatja a leveleit a tél beállta előtt, míg az örökzöld növények folyamatosan hullatják leveleiket. Ezt hívjuk abszcissziónak. A gyümölcs elhullatását az érés előtt szintén abszcissziónak tekintjük, amennyiben ez azért következik be, hogy az anyanövény a fán maradó terméseknek a kellő mennyiségű tápanyagot biztosítani tudja. Ha a levél megsérült a növény megszabadulhat tőle, hogy vizet takarítson meg, amennyiben a levél nem tudja a fotoszintézist megfelelően ellátni. Az abszcissziós réteg zöldes-szürkés színű.
A fiatal, kifejletlen leveleket is elhullathatja a növény védekezés céljából. Bebizonyosodott hogy abszcisszió történik gubacs levéltetű fertőzésre adott válaszként is a fiatal levelek lehullatása révén. A fertőzött levelek lehullatásával jelentősen csökken a növény fertőzöttsége, mivel a lehullatott leveleken lévő gubacstetvek 98%-a elpusztul. A folyamat szelektív, minél több gubacs van a levélen, annál nagyobb az esélye, hogy leesik. Egy levél három vagy több gubaccsal négyszer nagyobb valószínűséggel esik le, mint egy levél egy gubaccsal, és 20-szor valószínűbben, mint egy gubacs nélküli levél.

### Strukturális mechanizmus
A lombhullató fáknál egy abszcissziós zóna, más néven elválasztó zóna alakul ki a levélnyél alapjánál. Ez két rétegből áll, a felső rétegből, amely gyenge falú sejtekből áll, és az alsó rétegből, amely ősszel kiterjeszkedik, és megtöri a felső réteg sejtjeinek gyenge falait. Így a levél lehull.

### A klorofill hiánya mint kiváltó ok
Ősszel a kevesebb napfény miatti csökkenő klorofill-termelés a magyarázata, amiért a levelekben lévő sárga pigmentek láthatóvá válnak. A klorofill veszteség is hozzájárul az abszcisszió folyamatához.

### Kémiai mechanizmus
A különböző reaktív oxigénszármazékokat (H2O2, szuperoxid-anion, szabad oxigén és hidroxilgyök) a növény stressz miatt indukálja. Ezek lehetnek biotikusak és abiotikusak, úgy mint UV fény, hűvös idő, erős fény, kórokozók, paraziták, magas sótartalom. Ezen oxigénfajták jelenléte és folyamatos termelése zavart okoz a celluláris elemek homeosztázisában, ami anyagcserezavarokhoz vezet és megjelennek a sejtfal lebontó enzimek.

### Hormonális hatások
Az auxin (indol-3-ecetsav, növényi hormon) és az etilén is érintettek szabályozóként az abszcisszió folyamatában. A két vegyület szinergista módon működik. Amint az auxin szintje csökken, az abszcissziós zónába való áramlása is lecsökken. Az auxin kimerülése teszi az abszcissziós zónát érzékennyé az etilénre. Amikor a növényben túlsúlyba kerül az etilén, a sejtfal lebontó enzimek, a celluláz és a poligalakturonáz aktiválódnak. Ez nem jelenti azt, hogy az etilén közvetlenül aktiválja a lebontó enzimek génexpresszióját, mert etilén kimutatására alkalmas elemek nem találhatók a gén promóter régiójában.
A kutatók eredetileg úgy tartották, hogy az abszcizinsav felelős az abszcissszióért (amiről a hormont elnevezték), később bebizonyosodott, hogy nem játszik elsődleges szerepet a folyamatban.
A csökkenő auxin szint is érintett az őszi levél színváltozásban.

## Fordítás
- Ez a szócikk részben vagy egészben az Abscission című angol Wikipédia-szócikk ezen változatának fordításán alapul.  Az eredeti cikk szerkesztőit annak laptörténete sorolja fel. Ez a jelzés csupán a megfogalmazás eredetét és a szerzői jogokat jelzi, nem szolgál a cikkben szereplő információk forrásmegjelöléseként.